# Lista över fornlämningar i Falköpings kommun (Bjurum)
Lista över fornlämningar i Falköpings kommun (Bjurum) är en förteckning av ett urval av de fornlämningar som finns i Bjurum i Falköpings kommun.
| Namn                          | Lämningstyp      | Tillkomsttid | Historisk indelning   | Plats | Läge                 | ID-nr          | Bild                                      |
| ----------------------------- | ---------------- | ------------ | --------------------- | ----- | -------------------- | -------------- | ----------------------------------------- |
| Bjurum 1:1                    | Hög              |              | Bjurum, Västergötland |       | 58.256705, 13.445603 | 10185400010001 | Ladda upp en bild av detta fornminne      |
| Bjurum 4:2                    | Stensättning     |              | Bjurum, Västergötland |       | 58.258139, 13.444912 | 10185400040002 | Ladda upp en bild av detta fornminne      |
| Bjurum 10:101                 | Gravfält         |              | Bjurum, Västergötland |       | 58.260656, 13.444478 | 10185400100101 | Ladda upp en till bild av detta fornminne |
| Bjurum 10:201                 | Hög              |              | Bjurum, Västergötland |       | 58.259701, 13.443628 | 10185400100201 | Ladda upp en bild av detta fornminne      |
| Bjurum 10:301                 | Stensättning     |              | Bjurum, Västergötland |       | 58.259748, 13.443407 | 10185400100301 | Ladda upp en bild av detta fornminne      |
| Bjurum 11:1                   | Begravningsplats |              | Bjurum, Västergötland |       | 58.261489, 13.445849 | 10185400110001 | Ladda upp en bild av detta fornminne      |
| Bjurum 11:2                   | Kyrka/kapell     |              | Bjurum, Västergötland |       | 58.261540, 13.446118 | 10185400110002 | Ladda upp en till bild av detta fornminne |
| Bjurum 12:1                   | Stensättning     |              | Bjurum, Västergötland |       | 58.267864, 13.449570 | 10185400120001 | Ladda upp en bild av detta fornminne      |
| Bjurum 15:1                   | Stensättning     |              | Bjurum, Västergötland |       | 58.258796, 13.439876 | 10185400150001 | Ladda upp en bild av detta fornminne      |
| Bjurum 19:1                   | Begravningsplats |              | Bjurum, Västergötland |       | 58.269585, 13.523972 | 10185400190001 | Ladda upp en bild av detta fornminne      |
| Bjurum 19:2                   | Kyrka/kapell     |              | Bjurum, Västergötland |       | 58.269609, 13.524190 | 10185400190002 | Ladda upp en bild av detta fornminne      |
| Bjurum 20:1                   | Stensättning     |              | Bjurum, Västergötland |       | 58.266533, 13.511604 | 10185400200001 | Ladda upp en bild av detta fornminne      |
| Bjurum 20:2                   | Stensättning     |              | Bjurum, Västergötland |       | 58.266372, 13.511615 | 10185400200002 | Ladda upp en bild av detta fornminne      |
| Kung Ebbes grav (Bjurum 21:1) | Stenkammargrav   |              | Bjurum, Västergötland |       | 58.269956, 13.502668 | 10185400210001 | Ladda upp en bild av detta fornminne      |
| Bjurum 23:1                   | Stensättning     |              | Bjurum, Västergötland |       | 58.258749, 13.508792 | 10185400230001 | Ladda upp en bild av detta fornminne      |
| Bjurum 24:1                   | Hög              |              | Bjurum, Västergötland |       | 58.258601, 13.519939 | 10185400240001 | Ladda upp en bild av detta fornminne      |
| Bjurum 24:2                   | Stensättning     |              | Bjurum, Västergötland |       | 58.258636, 13.520363 | 10185400240002 | Ladda upp en bild av detta fornminne      |
| Bjurum 24:3                   | Stensättning     |              | Bjurum, Västergötland |       | 58.258417, 13.519271 | 10185400240003 | Ladda upp en bild av detta fornminne      |
| Bjurum 25:1                   | Stensättning     |              | Bjurum, Västergötland |       | 58.261560, 13.525358 | 10185400250001 | Ladda upp en bild av detta fornminne      |
| Bjurum 25:2                   | Stensättning     |              | Bjurum, Västergötland |       | 58.261349, 13.525100 | 10185400250002 | Ladda upp en bild av detta fornminne      |
| Bjurum 27:1                   | Hällristning     |              | Bjurum, Västergötland |       | 58.265837, 13.529222 | 10185400270001 | Ladda upp en bild av detta fornminne      |
| Bjurum 28:1                   | Stensättning     |              | Bjurum, Västergötland |       | 58.266068, 13.524361 | 10185400280001 | Ladda upp en bild av detta fornminne      |
| Bjurum 30:1                   | Stensättning     |              | Bjurum, Västergötland |       | 58.258834, 13.523706 | 10185400300001 | Ladda upp en bild av detta fornminne      |
| Bjurum 30:2                   | Hög              |              | Bjurum, Västergötland |       | 58.258791, 13.523334 | 10185400300002 | Ladda upp en bild av detta fornminne      |
| Bjurum 31:1                   | Stensättning     |              | Bjurum, Västergötland |       | 58.264676, 13.510301 | 10185400310001 | Ladda upp en bild av detta fornminne      |
| Bjurum 32:1                   | Stensättning     |              | Bjurum, Västergötland |       | 58.264223, 13.509651 | 10185400320001 | Ladda upp en bild av detta fornminne      |
| Bjurum 33:1                   | Röse             |              | Bjurum, Västergötland |       | 58.272385, 13.522687 | 10185400330001 | Ladda upp en bild av detta fornminne      |
| Bjurum 47:1                   | Hällristning     |              | Bjurum, Västergötland |       | 58.250297, 13.474167 | 10185400470001 | Ladda upp en bild av detta fornminne      |
| Bjurum 48:1                   | Stensättning     |              | Bjurum, Västergötland |       | 58.253939, 13.480557 | 10185400480001 | Ladda upp en bild av detta fornminne      |
| Bjurum 49:1                   | Stensättning     |              | Bjurum, Västergötland |       | 58.252481, 13.487754 | 10185400490001 | Ladda upp en bild av detta fornminne      |
| Bjurum 50:1                   | Hög              |              | Bjurum, Västergötland |       | 58.264909, 13.502346 | 10185400500001 | Ladda upp en bild av detta fornminne      |
| Bjurum 51:1                   | Hög              |              | Bjurum, Västergötland |       | 58.265434, 13.503396 | 10185400510001 | Ladda upp en bild av detta fornminne      |
| Bjurum 56:1                   | Stensättning     |              | Bjurum, Västergötland |       | 58.253275, 13.458170 | 10185400560001 | Ladda upp en bild av detta fornminne      |
| Bjurum 56:2                   | Stensättning     |              | Bjurum, Västergötland |       | 58.253297, 13.458462 | 10185400560002 | Ladda upp en bild av detta fornminne      |
| Bjurum 62:1                   | Stensättning     |              | Bjurum, Västergötland |       | 58.264518, 13.508148 | 10185400620001 | Ladda upp en bild av detta fornminne      |
| Bjurum 65:1                   | Stensättning     |              | Bjurum, Västergötland |       | 58.256324, 13.494990 | 10185400650001 | Ladda upp en bild av detta fornminne      |
| Bjurum 65:2                   | Stensättning     |              | Bjurum, Västergötland |       | 58.256580, 13.495219 | 10185400650002 | Ladda upp en bild av detta fornminne      |
| Bjurum 66:1                   | Stensättning     |              | Bjurum, Västergötland |       | 58.257534, 13.496110 | 10185400660001 | Ladda upp en bild av detta fornminne      |
| Bjurum 66:2                   | Stensättning     |              | Bjurum, Västergötland |       | 58.257533, 13.496396 | 10185400660002 | Ladda upp en bild av detta fornminne      |
| Bjurum 67:1                   | Stensättning     |              | Bjurum, Västergötland |       | 58.258865, 13.498192 | 10185400670001 | Ladda upp en bild av detta fornminne      |
| Bjärka 44:1                   | Stensättning     |              | Bjurum, Västergötland |       | 58.279815, 13.472724 | 10185600440001 | Ladda upp en bild av detta fornminne      |
| Gudhem 113:1                  | Stensättning     |              | Bjurum, Västergötland |       | 58.259611, 13.536741 | 10191101130001 | Ladda upp en bild av detta fornminne      |